# Lakaträsket, Lappland
Lakaträsket är en sjö i Malå kommun i Lappland och ingår i Skellefteälvens huvudavrinningsområde.